# جيش المهاجرين والأنصار
جيش المهاجرين والأنصار عرفت سابقاً باسم كتيبة المهاجرين، هي جماعة جهادية مكونة من مقاتلين عرب تنشط في الحرب الأهلية السورية ضد الحكومة السورية. كانت الجماعة تتبع لتنظيم الدولة الإسلامية (داعش) لفترة وجيزة، ولكن بعد تغييرات في القيادة اتخذت موقفاً عدائياً بشكل متزايد ضدها. في سبتمبر 2015، أعلن جيش المهاجرين والأنصار ولاءه لجبهة النصرة التابعة لتنظيم القاعدة.
تم تصنيف الجماعة كمنظمة إرهابية من قبل كندا والولايات المتحدة. لكن محللة تدعى جوانا باراتشوك أكدت بأن تهم الخطف والاعتداء على المدنيين التي ذكرتها وزارة الخارجية الأميركية ليست صحيحة؛ أشارت علاوة على ذلك أن العقوبات لن يكون لها أي تأثير عملي.